# Allocosa bersabae
Allocosa bersabae este o specie de păianjeni din genul Allocosa, familia Lycosidae, descrisă de Roewer, 1959.
Este endemică în Namibia. Conform Catalogue of Life specia Allocosa bersabae nu are subspecii cunoscute.